# Gand-Wevelgem 1949
La Gand-Wevelgem 1949, undicesima edizione della corsa, si svolse il 3 aprile per un percorso di 250 km, con partenza a Gand ed arrivo a Wevelgem. Fu vinta dal belga Marcel Kint della squadra Mercier-Hutchinson davanti ai connazionali André Declerck ed Albert Decin.

## Ordine d'arrivo (Top 10)
| Pos. | Corridore         | Squadra            | Tempo    |
| ---- | ----------------- | ------------------ | -------- |
| 1    | Marcel Kint       | Mercier-Hutchinson | 7h15'00" |
| 2    | André Declerck    | Bertin-Wolber      | s.t.     |
| 3    | Albert Decin      | Alcyon-Dunlop      | s.t.     |
| 4    | Valère Ollivier   | Ganna              | s.t.     |
| 5    | Maurice Mollier   | Mercier-Hutchinson | s.t.     |
| 6    | Joseph Van Stayen | -                  | s.t.     |
| 7    | Roger Gyselinck   | Groene Leeuw       | s.t.     |
| 8    | Briek Schotte     | Alcyon-Dunlop      | a 2'25"  |
| 9    | Arthur Mommerency | Terrot-Hutchinson  | s.t.     |
| 10   | André Rosseel     | La Française       | s.t.     |